# Rafael Sabatini
Rafael Sabatini (Jesi, Itàlia, 29 d'abril de 1875 - Adelboden, Suïssa, 13 de febrer de 1950) va ser un escriptor italià de novel·la d'aventures en llengua anglesa.

## Vida
Sa mare era anglesa i son pare italià, tots dos eren cantants d'òpera i mestres.
Per haver viscut amb son avi a Anglaterra i estudiat a Portugal i Suïssa, Sabatini parlava sis llengües. D'entre aquestes, va decidir escriure en anglès, la llengua de sa mare.
Després d'un període en el món dels negocis, Sabatini va començar a treballar com a escriptor. Va escriure uns quants relats curts entre 1890 i 1900 i va publicar la seva primera novel·la el 1902, però no va aconseguir l'èxit fins a la novel·la Scaramouche (1921). Aquesta obra, ambientada a la Revolució Francesa, es va convertir en best-seller.
A l'epitafi de la seva tomba hi van posar la primera frase de Scaramouche, la seva novel·la més famosa: "He was born with a gift of laughter and a sense that the world was mad" (Va néixer amb el talent de fer riure i comprenent que el món estava boig)
L'obra de Sabatini fou immensament popular a gran part del món fins a mitjan segle xx, i diverses novel·les seves foren adaptades al cinema per Hollywood; posteriorment ha caigut en l'oblit.
Sabatini és inèdit en català: fou molt llegit als Països Catalans, però en traducció espanyola, francesa o italiana.

## Obra
Algunes de les seves obres més conegudes són:
- 1915: The Sea Hawk, ambientat entre els pirates de Barbaria del segle xvi
- 1921: Scaramouche, ambientat a la Revolució Francesa
- 1922: Captain Blood, ambientat entre els pirates del Carib del segle xviii
- 1926: Bellarion the Fortunate, - ambientat a la Itàlia del Renaixement
- 1932: The Black Swan
- 1939: The Sword of Islam